# Frederico VII de Baden-Durlach
Frederico VII de Baden-Durlach (Ueckermünde, 23 de setembro de 1647 – Durlach, 25 de junho de 1709) foi de 1677 a 1709 marquês de Baden-Durlach.

## Vida
Frederico Magnus foi o filho mais velho de marquês Frederico VI de Baden-Durlach e de Cristina Madalena de Zweibrücken-Kleeburg.

## Casamento e descendência

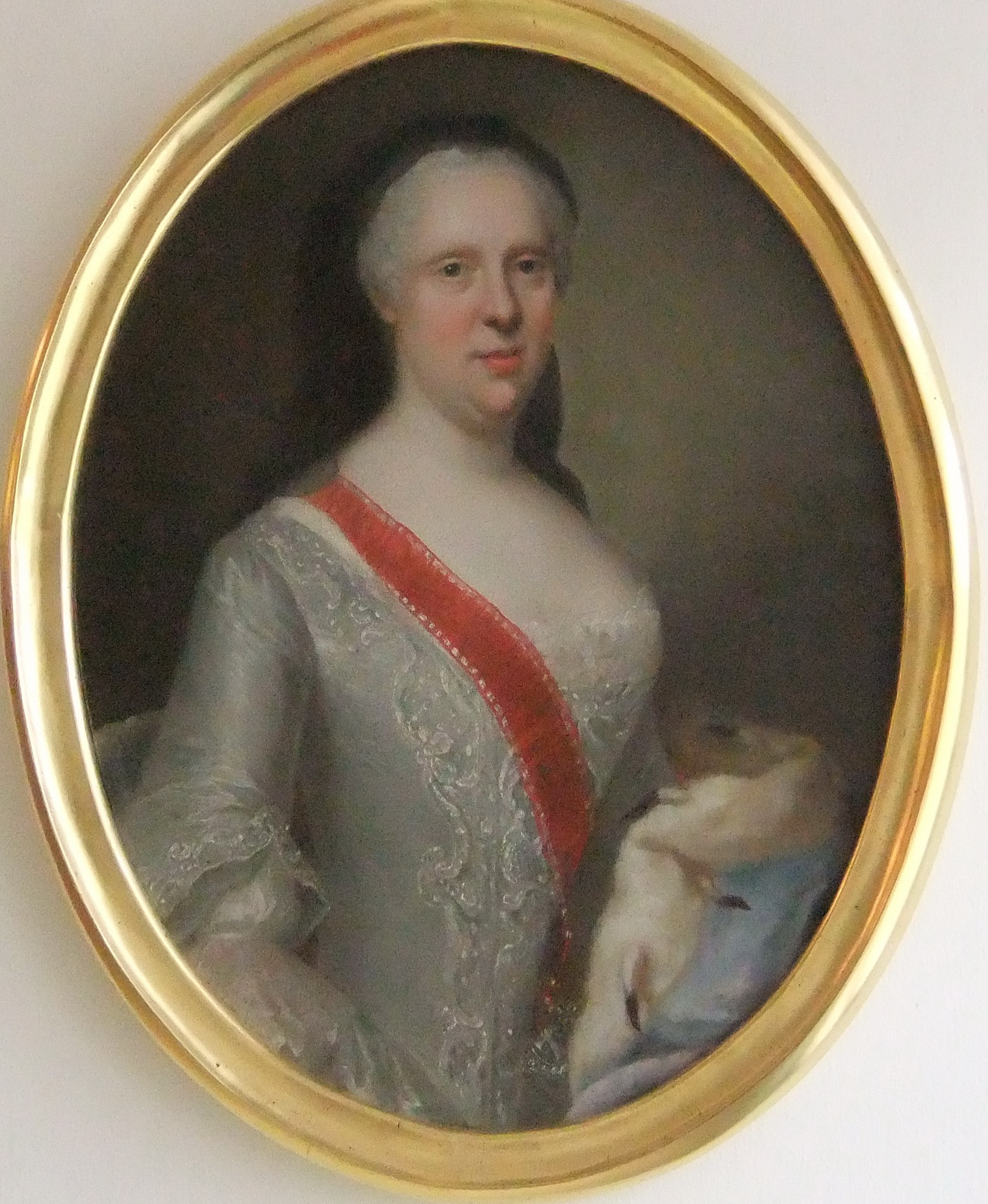
Albertina Frederica, filha do marquês Frederico VII de Baden-Durlach

Frederico VII casou em 15 de maio de 1670 em Husum com Augusta Maria de Holstein-Gottorp (6 de fevereiro de 1649 – 25 de abril de 1728), filha do duque Frederico III de Holstein-Gottorp e Maria Isabel, Duquesa da Saxônia. Desta união nasceram:
- Frederico Magno (13 de janeiro de 1672 – 24 de fevereiro de 1672 no Karlsburg em Durlach)
- Frederica Augusta (21 de junho de 1673 – 27 de julho de 1674 no Karlsburg em Durlach)
- Cristina Sofia (17 de dezembro de 1674 – 22 de janeiro de 1676 em Basileia)
- Cláudia Madalena Isabel (15 de novembro de 1675 – 18 de abril de 1676 em Basileia)
- Catarina (10 de outubro de 1677 no Karlsburg em Durlach – 11 de agosto de 1746 em Dürkheim), casou em 19 de junho de 1701 com o conde João Frederico de Leiningen-Hartemburgo (18 de março de 1661 – 9 de fevereiro de 1722). 
  - Um de seus filhos foi o conde Carlos Luís de Leiningen-Dagsburgo-Emichsburg (1704 – 1747), um neto de Carlos Frederico Guilherme de Leiningen, o primeiro príncipe de Leiningen (1724 – 1807).
- Carlos III Guilherme de Baden-Durlach, marquês de Baden-Durlach em 1709-1738 (Durlach, 17 de janeiro de 1679 – 12 de maio de 1738 em Karlsruhe)
- Joana Isabel de Baden-Durlach (3 de outubro de 1680 em Karlsburg – 2 de julho de 1757 no Castelo de Stetten, Remstal), casou em 16 de maio de 1697 com Everardo Luís de Württemberg (19 de setembro de 1676 – 31 de outubro de 1733)
- Albertina Frederica (3 de julho de 1682 em Karlsburg – 22 de dezembro de 1755 em Hamburgo), casou em 3 de setembro de 1704 com Cristiano Augusto de Holstein-Gottorp (11 de janeiro de 1673 – 24 de abril de 1726), a partir de 1705 príncipe-bispo de Lubeque
- Cristóvão de Baden-Durlach (9 de outubro de 1684 em Karlsburg – 2 de maio de 1723 em Karlsruhe)
- Carlota Sofia (1 de março de 1686 em Karlsburg – 5 de outubro de 1689 em Basileia)
- Maria Ana (9 de julho de 1688 em Karlsburg – 8 de março de 1689 em Basileia)